# Santa Catalina (Jujuy)
Santa Catalina é uma cidade da Argentina, localizada na província de Jujuy